# Anna Maria Schultheiss

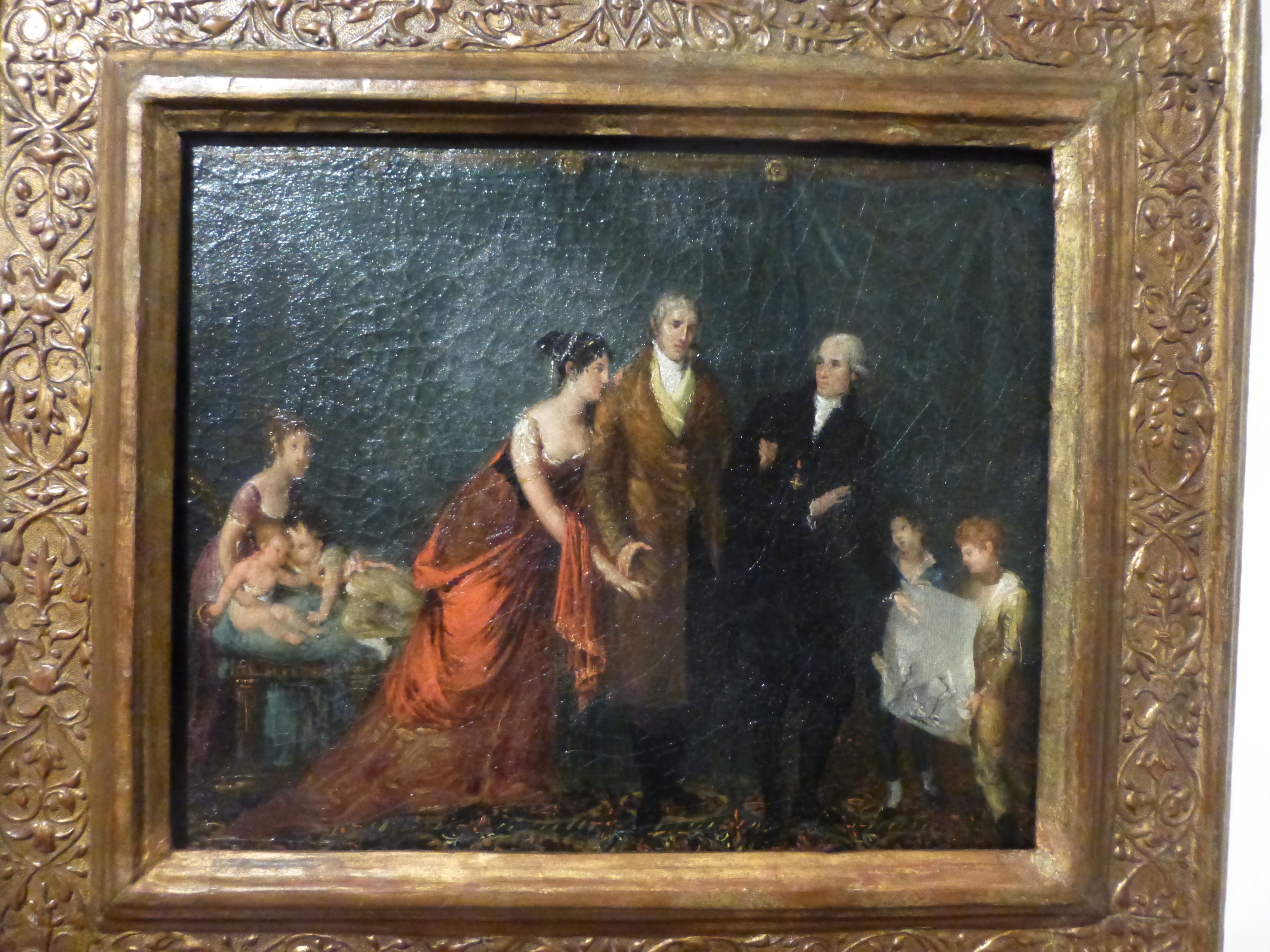
Antonio Canova zeigt Giovanni und Anna Maria Torlonia seinen Entwurf zu „Herkules und Lichas“, 1811, Museo di Roma im Palazzo Braschi

Anna Maria Marta Geltrude Schultheiss, auch Schultheiß oder Scultheis (* 23. August 1760 in Donaueschingen, Fürstentum Fürstenberg; † 4. November 1840 in Rom), war die Tochter eines deutschrömischen Sattlers und Kaufmanns und wurde durch Heirat zunächst Gattin eines römischen Tuchhändlers. In zweiter Ehe heiratete sie 1793 Giovanni Raimondo Torlonia, einen Bankier aus einer römischen Tuchhändlerfamilie. Durch dessen Nobilitierung wurde sie 1794 Stammmutter des römischen Adelsgeschlechtes Torlonia, später mit dem Titel einer Herzogin (duchessa Torlonia). Nach dem wirtschaftlichen und gesellschaftlichen Aufstieg ihres zweiten Ehemannes unterhielt sie in Rom einen Salon und gab Bälle.

## Leben
Anna Maria war die Tochter des in Mainz geborenen, aus Donaueschingen nach Rom eingewanderten Sattlers und Kaufmanns Georg Schultheiß (~1710–1762) und dessen Ehefrau Jacoba, geborene Fortis († 1807), die nach dem Tod ihres Gatten mit ihren Kindern im eigenen Haus in der Via del Corso 338 wohnte. Anna Marias in Rom geborener Bruder Xaver (Xaverio) Nikolaus Schultheiß (1753–1808) wurde ein erfolgreicher Bankier. Aus dessen Ehe mit der Sienesin Luigia Masotti gingen drei Söhne hervor: Giovanni Battista (1785–1819, ⚭ 1811 mit Giustina Brandi, Tochter von Giacinto Brandi, Haushofmeister Pius’ VI.), Mariano Federico (1790–nach 1829, ⚭ ~1826 mit Giustina, verwitwete Schultheiss, geborene Brandi) und Luigi (* 1793).
Anna Maria heiratete am 14. November 1779 den römischen Tuchhändler und Bankier Agostino Chiaveri († 1791). Aus dieser Ehe gingen zwei Söhne hervor, Agostino und Luigi Chiaveri (1783–1837).

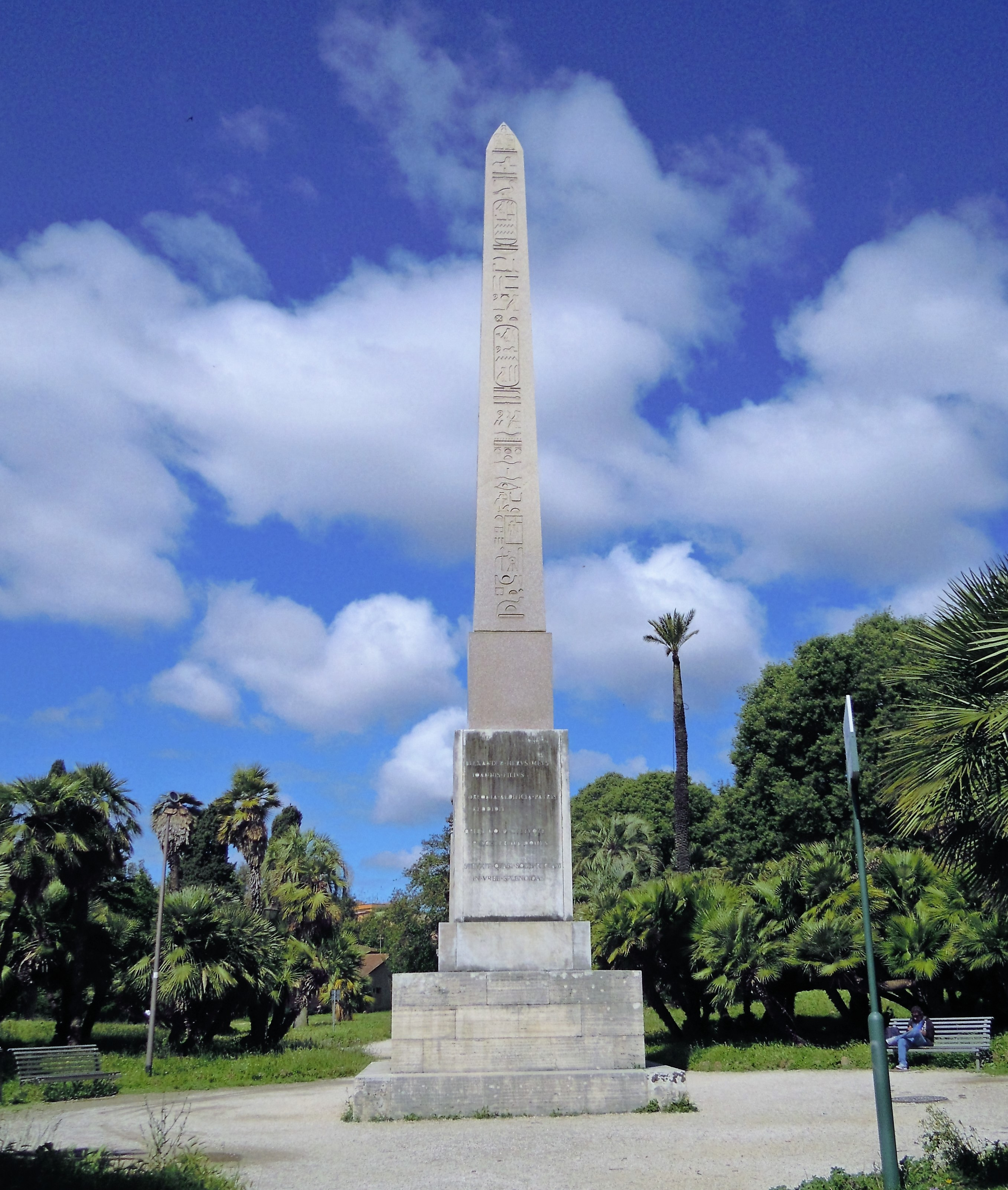
Anna Maria Torlonia gewidmeter Obelisk im Park der Villa Torlonia

Am 14. Oktober 1793 heiratete Anna Maria in zweiter Ehe den Bankier Giovanni Raimondo Torlonia, einen Geschäftspartner ihres verstorbenen Gemahls. Am 17. März 1794 wurde Torlonia auf Betreiben Joseph Maria Benedikts von Fürstenberg, als dessen Vertreter beim Heiligen Stuhl er wirkte, von Kaiser Franz II. in den erblichen Adelsstand des Reiches erhoben. Papst Pius VII., ein Schuldner Torlonias, verlieh ihm 1809 zudem den päpstlichen Adel. Besonders in der Phase der Römischen Republik und in der Franzosenzeit wickelte Torlonia einträgliche Geschäfte ab und gelangte so zu immensem Reichtum. 1817 gründete er das Bankhaus Banco Torlonia & Compagni. Von dem Architekten Giuseppe Valadier ließ er ab 1806 die Villa Torlonia erbauen. Er legte außerdem eine bedeutende Sammlung antiker und zeitgenössischer Kunst an, ferner renovierte er römische Kirchen, Paläste, Theater und Villen und ließ den Maxentiuscircus freilegen. Als er 1829 starb, hinterließ er den größten privaten Grundbesitz im Kirchenstaat und ein Barvermögen von 35 Millionen Scudi.
Zum Erfolg ihres Mannes trug Anna Maria durch ihre soziale Kompetenz bei. Sie knüpfte gesellschaftliche Beziehungen, die auch darauf gerichtet waren, ihre Kinder im italienischen Altadel zu verheiraten, und unterstützte ihren Mann bei dem Aufbau eines nach außen wirkenden, anspruchsvollen Familienbildes. Sie engagierte sich in karitativen und gemeinnützigen Projekten. 1812 ernannte sie die französische Kaiserin Marie-Louise zur Schirmherrin und zum Vorstandsmitglied der karitativen „Société de la Charité Maternelle“.
Aus ihrer Ehe mit Torlonia gingen fünf Kinder hervor: Marino (1795–1865), Teresa (1797–1842), Carlo (1798–1848), Alessandro Raffaele (1800–1886) und Maria Luisa (1804–1883).
Das Grabdenkmal Anna Marias und ihres Gatten befindet sich in der Torlonia-Kapelle der Lateranbasilika. Zum Gedächtnis seiner Eltern ließ Anna Marias Sohn Alessandro ab Ende der 1830er Jahre zwei klassizistische Obelisken anfertigen, von den Granitsteinbrüchen bei Baveno über Flüsse und das Meer nach Rom bringen und 1842 im Garten der Villa Torlonia errichten. Einem widmete er seinem Vater, einen seiner Mutter. Die Widmungstexte in ägyptischen Hieroglyphen stammen von dem Ägyptologen Luigi Ungarelli (1779–1845), einem Mitarbeiter von Jean-François Champollion.